# Näsets pastorat
Näset pastorat är ett pastorat i Skytts och Vemmenhögs kontrakt i Lunds stift i Vellinge kommun i Skåne län. 
Pastoratet bildades 2023 av nedanstående församlingar som innan dess utgjort enförsamlingspastorat:
- Höllvikens församling
- Skanör-Falsterbo församling

Pastoratskod är 070304